# 永宁县
永寧縣是中華人民共和國寧夏回族自治區銀川市下轄的一個縣。面積共1295平方公里，境内有全国重点文物保护单位纳家户清真寺，以及宁夏回族自治区文物保护单位李俊塔（金塔、多宝塔）。縣人民政府駐團結西路街道。

## 簡介
永寧縣為銀川市的農業縣，資源豐富且品質優良，近年以瓜類與蔬菜為種植大項，也積極設置食品工廠。另外，該縣政府設於杨和街道。邮政编码為750100。

## 人口
根据(中国)宁夏回族自治区第七次全国人口普查公报显示：永宁县常住人口为321618人，男性占比51.27%，女性占比48.73%，年龄结构中0-14岁占比19.81%，15-59岁占比66.99%，60岁以上占比13.19%，65岁以上占比9.4%。

## 行政区划
永宁县下辖1个街道办事处、5个镇、1个乡：
团结西路街道、杨和镇、李俊镇、望远镇、望洪镇、闽宁镇、胜利乡、黄羊滩农场和玉泉营农场。

## 交通
- 211国道、 307国道过境。